# Les Escoumins
Les Escoumins es un municipio canadiense situado en la provincia de Quebec.

## Superficie
Les Escoumins tiene una superficie de 265,89 km².

## Demografía
En 2021, tenía 1794 habitantes, una densidad poblacional de 6,7 hab./km², y 983 viviendas.